# Хворостянский район
Хворостя́нский райо́н — административно-территориальная единица (район) и муниципальное образование (муниципальный район) на юго-западе Самарской области России. Граничит с Приволжским, Безенчукским, Красноармейским и Пестравским районами области, а также с Саратовской областью.
Административный центр — село Хворостянка. Расстояние до областного центра города Самара 130 км.

## География
Площадь района — 1999 км². Основная река — Чагра (приток Волги) протекает с востока на запад и делит район на две приблизительно равные части. Южная части района степная, на севере находятся небольшие леса. Главное богатство района — чернозёмные почвы.

## История
Территория Хворостянского района являлась частью Половецкой степи. Регион до 15 века находился под властью Золотой Орды, после чего перешел во владение Ногайской Орды. К Российскому государству территория района окончательно перешла в начале 18 века. Оседлые русские поселения стали появляться с конца 18 века, когда регион вошел в состав Николаевского уезда Самарской губернии. Район образован 25 января 1935 года.

## Население
| 2002    | 2008    | 2010    | 2011    | 2012    | 2013    | 2014    | 2015    | 2016    |
| ------- | ------- | ------- | ------- | ------- | ------- | ------- | ------- | ------- |
| 16 098  | ↘14 865 | ↗16 302 | ↘16 250 | ↘16 122 | ↘16 017 | ↘15 979 | ↘15 935 | ↗15 972 |
| 2017    | 2018    | 2019    | 2020    | 2021    |         |         |         |         |
| ↗16 067 | ↗16 165 | ↘16 079 | ↘16 019 | ↗16 055 |         |         |         |         |

## Административное деление
В муниципальный район Хворостянский входят 11 муниципальных образований со статусом сельского поселения:
| №  | Городское и сельские поселения  | Административный центр | Количество населённых пунктов | Население |
| -- | ------------------------------- | ---------------------- | ----------------------------- | --------- |
| 1  | Сельское поселение Абашево      | село Абашево           | 3                             | 731       |
| 2  | Сельское поселение Владимировка | село Владимировка      | 3                             | 977       |
| 3  | Сельское поселение Липовка      | село Липовка           | 3                             | 396       |
| 4  | Сельское поселение Масленниково | посёлок Масленниково   | 3                             | 1852      |
| 5  | Сельское поселение Новокуровка  | село Новокуровка       | 4                             | 2201      |
| 6  | Сельское поселение Новотулка    | село Новотулка         | 2                             | 1009      |
| 7  | Сельское поселение Прогресс     | посёлок Прогресс       | 2                             | 1375      |
| 8  | Сельское поселение Романовка    | село Романовка         | 2                             | 846       |
| 9  | Сельское поселение Соловьево    | посёлок Соловьёво      | 2                             | 369       |
| 10 | Сельское поселение Студенцы     | село Студенцы          | 1                             | 798       |
| 11 | Сельское поселение Хворостянка  | село Хворостянка       | 2                             | 5501      |

| №  | Населённый пункт | Тип         | Население | Муниципальное образование       |
| -- | ---------------- | ----------- | --------- | ------------------------------- |
| 1  | Абашево          | село        | 633       | Сельское поселение Абашево      |
| 2  | Берёзовая Роща   | поселок     | 312       | Сельское поселение Прогресс     |
| 3  | Владимировка     | село        | 782       | Сельское поселение Владимировка |
| 4  | Высотино         | поселок     | 120       | Сельское поселение Соловьёво    |
| 5  | Гремячка         | деревня     | 84        | Сельское поселение Владимировка |
| 6  | Дубровка         | село        | 49        | Сельское поселение Владимировка |
| 7  | Елань            | село        | 431       | Сельское поселение Новокуровка  |
| 8  | Иерусалимский    | поселок     | 160       | Сельское поселение Романовка    |
| 9  | Кордон           | село        | 10        | Сельское поселение Липовка      |
| 10 | Липовка          | село        | 397       | Сельское поселение Липовка      |
| 11 | Масленниково     | поселок     | 1607      | Сельское поселение Масленниково |
| 12 | Михайло-Лебяжье  | село        | 415       | Сельское поселение Новокуровка  |
| 13 | Михайловка       | деревня     | 8         | Сельское поселение Новотулка    |
| 14 | Новая Гремячка   | село        | 46        | Сельское поселение Липовка      |
| 15 | Новокуровка      | село        | 778       | Сельское поселение Новокуровка  |
| 16 | Новотулка        | село        | 1075      | Сельское поселение Новотулка    |
| 17 | Орловка          | село        | 51        | Сельское поселение Абашево      |
| 18 | Приовражный      | поселок     | 161       | Сельское поселение Масленниково |
| 19 | Прогресс         | поселок     | 1153      | Сельское поселение Прогресс     |
| 20 | Романовка        | село        | 656       | Сельское поселение Романовка    |
| 21 | Соловьёво        | поселок     | 237       | Сельское поселение Соловьёво    |
| 22 | Студенцы         | село        | ↘798      | Сельское поселение Студенцы     |
| 23 | Толстовка        | деревня     | 38        | Сельское поселение Абашево      |
| 24 | Тополёк          | поселок     | 308       | Сельское поселение Масленниково |
| 25 | Хворостянка      | село        | ↗5164     | Сельское поселение Хворостянка  |
| 26 | Чагра            | ж/д станция | 559       | Сельское поселение Новокуровка  |
| 27 | Чувичи           | село        | #Н/Д      | Сельское поселение Хворостянка  |

Упразднённые населённые пункты
- 2001 год — поселок Заливной Новотульской волости[20]

## Экономика
Территория Хворостянского района составляет 1855,5 км². Административный центр района — село Хворостянка, находится на расстоянии 130 км от областного центра и 28 км от ближайшей железнодорожной станции Чагра.
Муниципальный район Хворостянский расположен в юго-западной части Самарской области и граничит с Приволжским, Безенчукским, Красноармейским, Пестравским муниципальными районами Самарской области и с Духовницким и Ивантеевским районами Саратовской области. Протяженность с севера на юг составляет 43 км и с запада на восток — 62 км.
Всего протяженность автомобильных дорог общего пользования 467,2 км, в том числе с твердым покрытием 344,96 к. или 73, 8 %.
На территории района имеется:
— филиал «Самарагаз» Управление № 12 «Хворостянкарайгаз»,
— участок дорожной службы ДЭУ,
— МУП «Уют» автобусный парк из 8 автобусов.
По состоянию на 1 января 2012 г газификация Хворостянского района составляла 99,4 %.
Развитие малого и среднего предпринимательства
Основные виды деятельности предприятий малого бизнеса в Хворостянском районе: сельскохозяйственное производство и переработка сельскохозяйственной продукции, ремонт автотехники, оказание коммунальных и бытовых услуг населению, торговля. Большая доля оборота малых предприятий приходится на сельскохозяйственное производство и переработку сельскохозяйственной продукции.
Сельское хозяйство
Хворостянский район имеет 161,5 тыс.га сельскохозяйственных угодий, в том числе 136,0 тыс.га пашни, 630 га сенокосов и 22,9 тыс.га пашни. Вся пашня находится в обработке.
В отрасли работает 116 предприятий, из которых являются основными:
— ООО «Новокуровское»;
— ООО «Студенецкое»;
— ООО «Агропроминвест»;
— ООО «Золотой колос»;
— ООО «ИКОС»;
— ЗАО «Росинка»;
— 10 СПК — «Союз», «Просторы», «Буянова», «Колос», «Луч» и др.;
— 90 индивидуальных предпринимателей и глав КФХ.
Здравоохранение
Муниципальное здравоохранение района представлено МУ — Хворостянская «Центральная районная больница» — это современное лечебное учреждение с развитой сетью служб, оснащенное необходимой современной лечебно-диагностической аппаратурой.
В структуру ЦРБ входят:
- центральная районная больница на 100 коек (включая Масленниковское отделение);
- поликлиника на 400 посещений в смену;
- 5 офисов ВОП;
- 14 фельдшерско-акушерских пунктов;
- отделение скорой медицинской помощи с 4 фельдшерскими бригадами.

Дошкольное, общее и дополнительное образование
В настоящее время в районе действуют 40 образовательных учреждений, из них 12 имеют статус юридического лица в том числе: 10 общеобразовательных школ, 1 учреждение среднего профессионального образования-государственный техникум им. Юрия Рябова, 1 центр психолого-медико-социального сопровождения.
Для организации подвоза учащихся используется школьные автобусы.
Все школы подключены к сети Интернет. 
Культура, физическая культура и спорт
В Хворостянском районе работают 252 клубных формирований и досуговых объединений.
В структуру МБУ «Центр культуры и искусства» входят: межрайонный культурно-досуговый центр (МКДЦ), 11 сельских Домов культуры, 9 сельских клубов, межпоселенческая центральная библиотека (МБЦ), 13 сельских библиотек, детская музыкальная школа, культурно-выставочный центр «Радуга».
Культивируются такие виды спорта, как футбол, баскетбол, лыжные гонки, биатлон, греко-римская борьба. Спортсмены района постоянно участвуют в областных летних и зимних спартакиадах.
Для занятий физкультурой и спортом в районе имеется 41 спортивное сооружение. Из них 2 спортивных ядра (стадионы), 13 спортивных залов, 1 детско-юношеская спортивная школа, площадки для игры в волейбол, баскетбол, мини-футбол.

## Достопримечательности
- Памятник В. И. Ленину.
- Памятник погибшим во время афганской войны.
- Вертолёт на автовокзале.

## Археология
На территории района находится некрополь эпохи бронзового века Масленниково I. Во  впускном погребении обнаружено ранневенгерское захоронение, ориентированное головой на северо-запад.

## Известные уроженцы
Сергеев Александр Михайлович — полный кавалер Ордена Славы, командир минометного расчета 172-го гвардейского стрелкового полка 39-й гв. сд. Родился в с. Чувичи.